# Mud Creek (dopływ Fall Creek)
Mud Creek – strumień w Stanach Zjednoczonych, w stanie Nowy Jork, w hrabstwie Tompkins. Strumień jest jednym z dopływów Fall Creek, wpada do tejże w miejscowości Freeville. Długość cieku nie została określona, natomiast powierzchnia zlewni wynosi 6,4 km².